# Torre Palascìa
Torre Palascìa era una torre di avvistamento situata sulla costa salentina a Capo d'Otranto, punto più orientale d'Italia. Venne costruita dai militari di Carlo V, dato il punto fortemente strategico, intorno al 1560 per far fronte ai pericoli provenienti dal mare.

## Storia
Scomparso il pericolo turco, la torre fu abbandonata e nel giro di pochi decenni divenne poco più di un rudere. Venne completamente rasa al suolo per far posto, nel 1869, alla costruzione di un faro.